# Krzywowierzba
Krzywowierzba – wieś w Polsce położona w województwie lubelskim, w powiecie włodawskim, w gminie Wyryki.
| SIMC    | Nazwa  | Rodzaj  |
| ------- | ------ | ------- |
| 0110823 | Sytyta | kolonia |

Wieś ekonomii brzeskiej w drugiej połowie XVII wieku. W latach 1867–1944 miejscowość była siedzibą gminy Krzywowierzba.
W latach 1975–1998 miejscowość administracyjnie należała do województwa chełmskiego.
Wieś jest sołectwem w gminie Wyryki. Według Narodowego Spisu Powszechnego z roku 2011 wieś liczyła 169 mieszkańców.
We wsi zdecydowaną większość stanowią osoby wyznania prawosławnego. Wierni Kościoła rzymskokatolickiego należą do parafii Narodzenia Najświętszej Maryi Panny w Kodeńcu.

## Historia
Według Słownika geograficznego Królestwa Polskiego z roku 1883 Krzywowierzba, wieś z folwarkiem w powiecie włodawskim, gminie Krzywowierzba, parafii Opole. W drugiej połowie XIX wieku wieś została rozkolonizowana, niegdyś stanowiła królewszczyznę. We wsi szkoła początkowa. Według spisu z roku 1827 była to wieś rządowa w parafii Hola, posiadała 82 domów i 465 mieszkańców. Około 1883 roku 116 domów i 732 mieszkańców z gruntem 2555 mórg obszaru. Krzywowierzba jako majorat była nadana w 1839 roku generałowi majorowi Krynkowowi. Gmina Krzywowierzba graniczy z gminami Opole, Dębowa-Kłoda, Turno i Wyryki. Należy wówczas do sądu gminnego okręgu III w Wołoskiej Woli, liczyła 3744 mieszkańców, rozległość 18400 mórg. Stacja pocztowa Wołoska Wola oddalona o 8 wiorst. W skład gminy wchodzą wówczas: Czortówka, Horostyta, Ignaców, Julianów, Kodeniec, Krzywowierzba, Lipówka, Lubiczyn, Nietiachy, Pachole, Wygalew i Zagajki.